# Catagramma ophis
Catagramma ophis är en fjärilsart som beskrevs av Hans Fruhstorfer 1916. Catagramma ophis ingår i släktet Catagramma och familjen praktfjärilar. Inga underarter finns listade i Catalogue of Life.